# Pteropus admiralitatum
Pteropus admiralitatum is een vleermuis uit het geslacht Pteropus.

## Kenmerken
Deze niet al te grote vleerhond is variabel, maar meestal grijsbruin van kleur, met lange zilveren haren op de buik. Sommige dieren uit de Salomonseilanden zijn donkerbruin. Het gezicht heeft over het algemeen een lichte kleur, zoals lichtgrijs. De ogen zijn rood. De kop-romplengte bedraagt 170 tot 190 mm, de voorarmlengte 113,7 tot 130,2 mm, de oorlengte 18,8 tot 28,0 mm en het gewicht 205 tot 334 g.

## Verspreiding
Deze soort kom verspreid voor in de Salomonseilanden en de eilanden van noordoostelijk Papoea-Nieuw-Guinea. Deze soort is gevonden op de eilanden Bat, Choiseul, Dai, Fauro, Ghizo, Guadalcanal, Kolombangara, Luf, Malaita, Manus, Mbanika, Mono, Mussau, Nieuw-Brittannië, New Georgia, mogelijk Nissan, Nuguria, Ranongga, Reef, Shortland, Simbo, Tabar, de Tingwongroep, Vangunu en Vella Lavella. Er worden vier ondersoorten erkend: admiralitatum (sensu stricto) op de Purdy-eilanden, colonus Andersen, 1908 op Shortland, goweri Tate, 1934 op Dai en solomonis Thomas, 1904 op de Salomonseilanden. Deze soort komt op grotere eilanden weinig voor, en als hij er al voorkomt, dan meestal in door mensen verstoorde gebieden.